# Amphinemura minuta
Amphinemura minuta är en bäcksländeart som beskrevs av Kawai 1969. Amphinemura minuta ingår i släktet Amphinemura och familjen kryssbäcksländor. Inga underarter finns listade i Catalogue of Life.